# Berthe Villancher
Berthe Villancher (née Berthe Bruand le 19 août 1908 à Besançon et morte le 17 juillet 2000 à Ceyzériat) est une juge et dirigeante de gymnastique.
Elle est juge internationale à partir de 1945. Elle est secrétaire de la commission technique féminine de la Fédération internationale de gymnastique de 1948 à 1956 avant d'être présidente de cette commission de 1956 à 1972. Elle intègre l'International Gymnastics Hall of Fame à titre posthume en 2002.